# Andorra-Grandvalira
Andorra-Grandvalira ist ein ehemaliges andorranisches Radsportteam.
Die Mannschaft wurde 2009 gegründet und nahm in diesem Jahr als Continental Team an den UCI Continental Circuits  teil. Manager war Domenec Carbonell, der von den Sportlichen Leitern Melchor Mauri und Xavier Rafols unterstützt wurde. Die Mannschaft wurde mit Fahrrädern der Marke Massi ausgestattet.

## Saison 2009

### Erfolge in der UCI Europe Tour
In der Saison 2009 gelangen dem Team nachstehende Erfolge in der UCI Europe Tour.
| Datum    | Rennen                        | Kat. | Fahrer       |
| -------- | ----------------------------- | ---- | ------------ |
| 25. Juli | Prueba Villafranca de Ordizia | 1.1  | Jaume Rovira |

### Mannschaft
| Name                         | Geburtstag         | Nationalität | Team 2010                    |
| ---------------------------- | ------------------ | ------------ | ---------------------------- |
| Luis Felipe Alves            | 1. Mai 1982        | Andorra      |                              |
| Aitor Aznar                  | 23. April 1986     | Spanien      |                              |
| Sergio Brito                 | 25. November 1983  | Andorra      |                              |
| Francisco Javier Carrasco    | 31. März 1985      | Spanien      |                              |
| Mouloud El Allaoui Arabi     | 28. Februar 1977   | Andorra      |                              |
| Sergi Escobar                | 22. September 1974 | Spanien      | Guerola-Valencia Terra I Mar |
| Egoitz García                | 31. März 1986      | Spanien      | Caja Rural                   |
| Raúl García                  | 5. Juli 1982       | Spanien      | Supermercados Froiz          |
| Vicente García (Radsportler) | 19. September 1988 | Spanien      | Supermercados Froiz          |
| Xavier López                 | 16. Juni 1981      | Andorra      |                              |
| Helder López                 | 11. Dezember 1986  | Andorra      |                              |
| Arnau Mendez                 | 1. Juni 1986       | Spanien      |                              |
| Julio Moa                    | 4. April 1986      | Andorra      |                              |
| Indaleci Pérez               | 27. Januar 1990    | Andorra      |                              |
| Eduard Prades                | 9. August 1987     | Spanien      |                              |
| Aitor Punzano                | 3. Dezember 1987   | Andorra      |                              |
| Dmitri Pusanow               | 23. Oktober 1982   | Russland     |                              |
| José Luis Ramos              | 11. März 1983      | Andorra      |                              |
| Jaume Rovira                 | 3. November 1979   | Spanien      | Heraklion Kastro-Murcia      |
| Dmytro Schuschda             | 24. August 1987    | Ukraine      |                              |
| Carlos Torrent               | 29. August 1974    | Spanien      |                              |
| Ángel Vallejo                | 1. April 1981      | Spanien      | Supermercados Froiz          |

## Platzierungen in UCI-Ranglisten
UCI Europe Tour
| Saison | Mannschaftswertung | Fahrerwertung       |
| ------ | ------------------ | ------------------- |
| 2009   | 68.                | Jaume Rovira (132.) |